# Sidnei Tavares
Sidnei Tavares (Lambeth, 29 de septiembre de 2001) es un futbolista portugués que juega en la demarcación de centrocampista para el Blackburn Rovers F. C. de la EFL Championship.

## Biografía
Tras formarse en el Carib SSFC, en 2010 se marchó a la disciplina del Leicester City FC. Finalmente debutó con el primer equipo el 25 de febrero de 2021 en un encuentro de la Liga Europa contra el SK Slavia Praga tras sustituir a Cengiz Ünder en el minuto 80 en un encuentro que ganó el Slavia Praga por 0-2.

## Clubes
| Club                     | País           | Año       | Partidos | Goles |
| ------------------------ | -------------- | --------- | -------- | ----- |
| Leicester City F. C.     | Inglaterra     | 2021      | 3        | 0     |
| F. C. Porto "B"          | Portugal       | 2021-2023 | 38       | 0     |
| Colorado Rapids (cedido) | Estados Unidos | 2023-2024 | 5        | 0     |
| Moreirense F. C.         | Portugal       | 2024-2025 | 33       | 1     |
| Blackburn Rovers F. C.   | Inglaterra     | 2025-     |          |       |